# バッシア属
バッシア属（バッシアぞく、学名: Bassia）とはヒユ科に属する被子植物の属。地中海西部から東アジアにかけて分布する。いくつかの種は帰化植物として原産地以外に生息している。
ホウキギ属という和名があてられている。

## 概要
バッシア属の種は1年生あるいは多年生の灌木である。葉は多様である。
果実は痩果となる。種子は環状、馬蹄形、あるいは折り畳まれた胚が胚乳を取り囲んでいる。結実花被は付属物をもたないか、5枚の翅をもつ。Bassia hyssopifolia では翅に棘がある。
今日、バッシア属は3種のC4型「コキオイド」葉器官によって定義される。他の特徴は種内の個体差があるため種同定に利用できない。

## 生息環境
バッシア属の多くはステップあるいは砂漠の生態系に生育する。いくつかの種は亜高山帯までの荒れ地・塩沼で見られる。系統学的研究より、バッシア属は中新世に進化したことが示唆される 。

## 利用
バッシア属のうち、タンパク質を多く含むいくつかの種は放牧地で有用であり、しばしば過放牧された土地の回復に用いられる。

## 分類
属名 Bassia は1766年カルロ・アリオーニによって Bassia muricata L.（当時の名は B. aegyptiaca）をタイプ種として初記載された。バッシア属はヒユ科アカザ亜科に分類される。
2011年の再分類以降ではおよそ20種が属する。
次の種を含む:

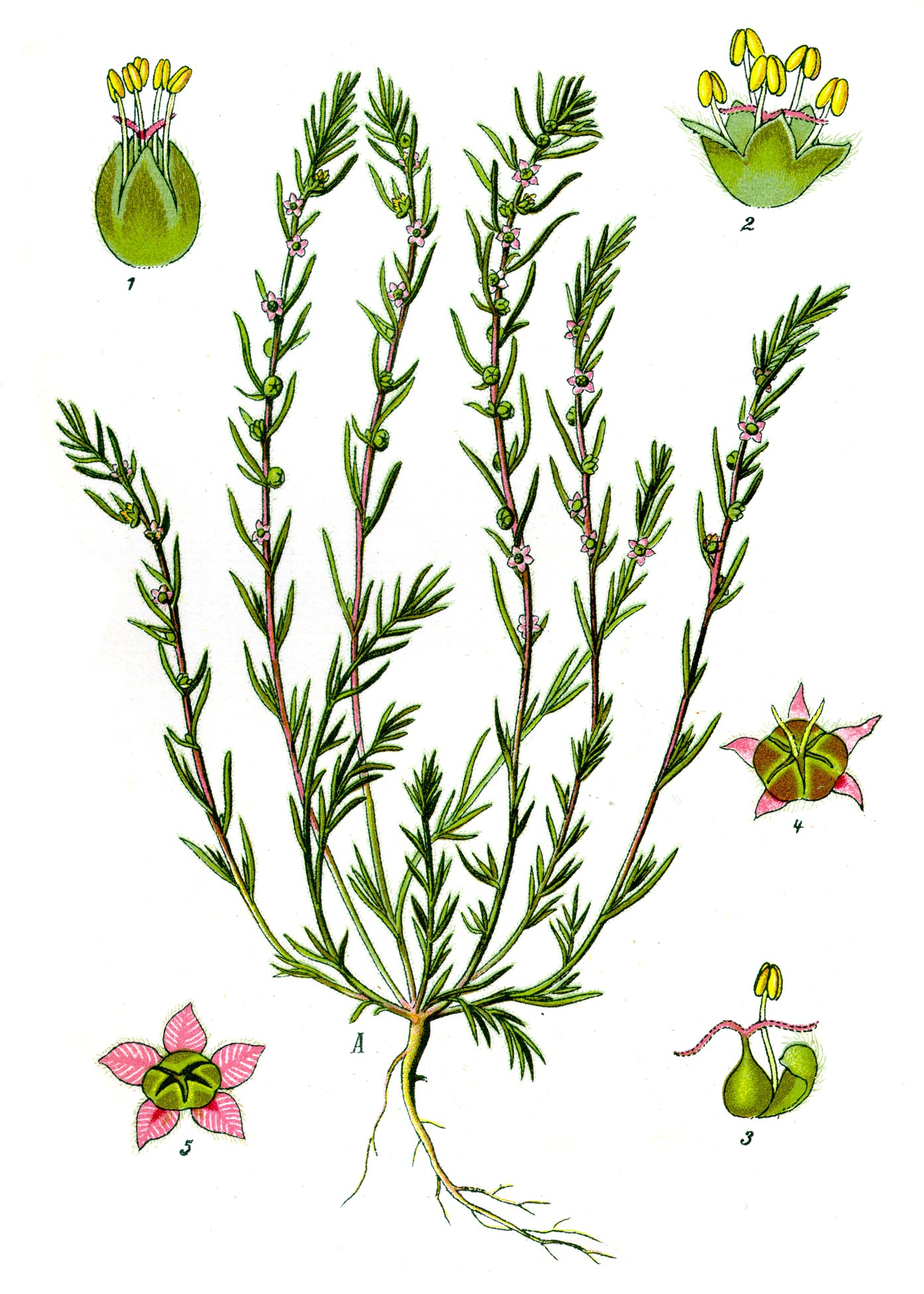
Bassia laniflora

- Bassia angustifolia (Turcz.) Freitag & G.Kadereit
- Bassia arabica (Boiss.) Maire & Weiller
- Bassia dinteri (Botsch.) A.J.Scott
- Bassia eriophora (Schrad.) Asch.
- Bassia hyssopifolia (Pall.) Kuntze – fivehorn smotherweed[4]
- Bassia indica (Wight) A.J.Scott
- Bassia laniflora (S.G.Gmel.) A.J.Scott
- Bassia lasiantha Freitag & G.Kadereit
- Bassia littorea (Makino) Freitag & G.Kadereit
- Bassia muricata (L.) Asch.
- Bassia odontoptera (Schrenk) Freitag & G.Kadereit
- Bassia pilosa (Fisch. & C.A.Mey.) Freitag & G.Kadereit
- イトバホウキギ[5] Bassia prostrata (L.) A.J.Scott – forage kochia,[4] prostrate summer-cypress[6]
- Bassia salsoloides (Fenzl) A.J.Scott
- ホウキギ Bassia scoparia (L.) A.J.Scott – burningbush, belvedere, kochia, Mexican fireweed, Mexican firebrush[7]
- Bassia stellaris (Moq.) Bornm.
- Bassia tianschanica (Pavlov) Freitag & G.Kadereit
- Bassia tomentosa (Lowe) Maire & Weiller
- Bassia villosissima (Bong. & C.A.Mey.) Freitag & G.Kadereit

かつてバッシア属に分類されていた数種はアカザ亜科内の新設属（いくつかは単型）に移されている。B. hirsuta は現在1種のみで Spirobassia 属を構成し、B. sedoides も同様に1属1種で Sedobassia 属を構成する。B. dasyphylla は Grubovia 属に移されている。Bassia saxicola は現在 Eokochia saxicola である。